# Sant Julià de Lòria
Sant Julià de Lòria (katalanskt uttal: [ˈsaɲ ʒuliˈa ðə ˈlɔɾiə], spanska: San Julián de Loria) är en ort och en av Andorras sju parròquies (kommuner). Sant Julià de Lòria ligger i södra delen av furstendömet. Orten hade 7 693 invånare (2021). Kommunen (parròquia) hade 9 556 invånare (2021), på en yta om 60 km².
Sant Julià de Lòria indelad i 6 quarts (kvarter): Bixessarri, Fontaneda, Auvinyà, Juberri, Nagol och Certers.